# L'émir préfère les blondes
Pour plus de détails, voir Fiche technique et Distribution.
L'émir préfère les blondes est un film français réalisé par Alain Payet sorti en 1983. C'est l'un des rares films non-pornographiques de Payet.

## Synopsis
L’émir Ibn ben Fattal est en vacances en France, poursuivi par un criminel international, MacGorell. Il part s'installer chez un imprésario musical, Sam Moreau, qui n'apprécie pas la présence d'un squatteur.

## Fiche technique
- Titre : L'émir préfère les blondes
- Réalisation : Alain Payet
- Musique : Philippe Bréjean et Izzanelli
- Photographie : Pierre Fattori
- Production : André Samarcq
- Société de production : Impex Films et Naja Films
- Pays :  France
- Genre : Comédie
- Durée : 90 minutes
- Dates de sortie : 
  -  France : 29 juin 1983

## Distribution
- Jean Tolzac : Ibn ben Fattal
- Roger Carel : Sam Moreau
- Françoise Blanchard : Sylvie
- Paul Préboist : le majordome
- Pierre Doris : MacGorell
- Noé Willer : Archibald
- Jacques Couderc : homme de main de MacGorell
- Katia Tchenko : femme de main de MacGorell